# Тимотей I Воденски
Тимотей (на гръцки: Τιμόθεος, Тимотеос) е гръцки духовник, митрополит на Цариградската патриаршия.

## Биография
Роден е на цикладския остров Дзия. Служи като архидякон на Драмската епархия.
През септември 1787 година е избран и по-късно ръкоположен за елевтеруполски епископ в Правища. От 21 август 1790 до 1821 година е воденски митрополит. Във Воден помага за утвърждаването на гръцкото училище.
Умира в 1821 година.